# ORAMA
 (octobre 2023).
Si vous disposez d'ouvrages ou d'articles de référence ou si vous connaissez des sites web de qualité traitant du thème abordé ici, merci de compléter l'article en donnant les références utiles à sa vérifiabilité et en les liant à la section « Notes et références ».
ORAMA est l'Union qui fédère trois associations spécialisées de la FNSEA : l'Association générale des producteurs de blé (AGPB), l'Association générale des producteurs de maïs (AGPM) et la Fédération française des producteurs d'oléagineux et de protéagineux (FOP). Cela représente 325 000 exploitations qui mettent en valeur 14 millions d'hectares.
Issue d'une réflexion engagée en 2004, l'Union des grandes cultures, association loi de 1901 à vocation syndicale est créée le 1er mars 2006. Le 14 juin 2006, elle est renommée ORAMA, en présence du ministre de l’Agriculture au Sommet du végétal.
Le mot ORAMA signifie en grec ancien « ce que l’on voit ».

## Responsables
- Président d'ORAMA, président de l'AGPB : Philippe Pinta,
- Vice-président d'ORAMA, président la FOP : Gérard Tubéry,
- Vice-président d'ORAMA, président de l'AGPM : Daniel Peyraube.